# فیض‌الله خواجه‌اف
فیض‌الله خواجه‌اف یک سیاستمدار بخارایی بود که در جایگاه نخستین رئیس جمهوری خلق شوروی بخارا که دیرتر بخشی از جمهوری شوروی سوسیالیستی ازبکستان شد، کار کرد.

## سال‌های نخستین
خواجه‌اف در سال ۱۸۹۶ در یک خانوادهٔ تاجیک از بازرگانان سرمایه‌دار شهر بخارا امارت بخارا زاده‌شد و در سال ۱۹۷۰ از سوی پدرش به مسکو فرستاده‌شد. او در آنجا شکاف بزرگ میان جامعه معاصر اروپا و فناوری‌اش از یک سو و روش‌های کهن و سنتی سرزمینش از سوی دیگر را دید.
پدرش که گویا تاجیک متعصبی بود، در سال ۱۹۱۲ درگذشت. فیض‌الله در سال ۱۹۱۶ به جنبش جدید اصلاح‌خواهان هم‌اندیش پیوست و با سرمایهٔ پدرش حزب بخاراییان جوان را پایه‌گذاری کرد. در آنجا گرایش‌های پانترکیستی پیدا کرد و بعدها حتی تبار تاجیکی خود را نیز منکر شد و از آن پس خود را ازبک نامید. در مارس ۱۹۱۸، پس از اینکه بلشویک‌ها با کامیابی حکومت شوروی را در خوقند برپا کردند، خواجه‌اف تلاش‌هایی را برای برپایی دولت بخاراییان جوان با امیر بخارا به عنوان رهبر انجام کرد. برای چند روز، چنین می‌نمود که آنها کامیاب شده‌بودند، و امیر را در دستان خود داشتند، ولی خواجه‌اف در گزارش خود، که دیرتر نوشته شد، پذیرفت که او و یاران انقلابی‌اش ساده بوده‌اند که رخنهٔ آخوندها در اندیشه‌ها و توانمندی نیروهای وفادار به رژیم گذشته را دست‌کم گرفته‌بودند. طی واکنشی که در پی آمد، هزاران تن از هواداران بخاراییان جوان کشته شدند. خواجه‌اف به تاشکند گریخت و در نبودش دادگاه کیفر اعدام برایش نوشت.
او تنها پس از گریز امیر بخارا در سپتامبر ۱۹۲۰ پس از اینکه ارتش سرخ دولت امیر را در ۲ سپتامبر ۱۹۲۰ سرنگون و شهر بخارا را بمباران کرد و آن را گرفت، توانست به کشور بخارا بازگردد.

## سالهای فرمانروایی
پس از پیوستن به حزب کمونیست روسیه پیرامون ژوئیه تا اوت ۱۹۲۰ فیض‌الله خواجه‌اف در سن ۲۴ سالگی در سپتامبر ۱۹۲۰ در جایگاه سرور شورای ناظرهای خلق (رئیس دولت) جمهوری خلق شوروی بخارا گماشته شد.
او در دوران ریاست جمهوری خود به سختی از ترور انور پاشا رهبر شورش باسماچی رهید.
جمهوری بخارا به گونه‌ای گذرا از سوی شوروی در مسکو در جایگاه یک کشور مستقل به رسمیت شناخته‌شد و فرستادگان و رایزنانی را برای پشتیبانی از دولت خواجه‌اف فرستاد.
یکی از دیپلمات‌های روسی، الکساندر بارمین، یادآور شد:
با دگرگون شدن مرزهای آسیای میانه و پیدایش جمهوری تازه سوسیالیستی شوروی ازبکستان و پس از پاک‌سازی‌های ملی‌گرایان ازبک که در ۱۹۲۳–۱۹۲۴ پی گرفته‌شد در روز ۵ دسامبر ۱۹۲۴، خواجه‌اف رئیس کمیته انقلابی اتحاد جماهیر شوروی ازبکستان گردید - در آن زمان او در جایگاه رئیس دولت شناخته شد - سپس در ۲۱ مه ۱۹۲۵، پس از پذیرفته شدن رسمی اتحاد جماهیر شوروی ازبکستان در اتحاد جماهیر شوروی، یکی از روسای کمیته اجرایی کانونی اتحاد جماهیر شوروی شد.
با این همه، خواجه‌اف با برنامه‌های کنترلی سنگین جوزف استالین، به ویژه دربارهٔ کشت تک‌فراورده‌ای پنبه هم‌سو بود.
اگرچه او پست خود را در جایگاه رئیس دولت نگه داشت، ولی از سال ۱۹۲۹ کارسازی و دسترسی او به مسکو زیر سایه اکمل اکرامُف، دبیر نخست حزب کمونیست ازبکستان رفت. وارون اکرامف، خواجه‌اف هرگز به هموَندی کمیته کانونی حزب کمونیست اتحاد جماهیر شوروی برگزیده‌نشد.

## سال‌های پایانی
در ژوئن ۱۹۳۷ خواجه‌اف اگرچه هنوز اسماً رئیس دولت ازبکستان بود، حزب کمونیست ازبکستان هفتمین کنگره خود را بی او برگزار کرد.
او به جایگاه نماینده هم برگزیده نشد. در ۲۷ ژوئن ده روز پس از پایان کنگره، از پستش برکنار شد. او در ۹ ژوئیه ۱۹۳۷ دستگیر شد.
در سپتامبر، یکی از هموَندان دفتر سیاسی، آندری آندریف برای پیاده‌سازی پاکسازی بزرگ در ازبکستان به تاشکند رفت و در ۸ سپتامبر با هفت تن دیگر به گناه «دشمنان مردم» محکوم شدند. اگرچه متهم به همکاری بودند، ولی دشمنی آنها در دادگاه آشکار بود و هر کدام دیگری را دروغ‌گو می‌خواند.
خدایف «پذیرفت» در سال‌های نخستین دهه ۱۹۲۰ هموَند یک گروه پنهانی پان‌ترکیستی به نام «اتحاد ملی» بود که می‌خواست جمهوری بخارا را در جایگاه یک کشور ناوابسته جداکنندهٔ میان روسیه و امپراتوری بریتانیا نگه دارد.
او همسو با دیدگاه پاره‌پاره کردن ترکستان به چهار جمهوری جدا که ازبکستان یکی از آنها می‌شد، نبود و با خواست مسکو برای «پیاده‌سازی کشت تک‌فراورده‌ای پنبه در دره فرغانه ازبکستان» و «پیوند با اپوزوسیون راست» (در جایگاه بخشی از برنامه پنج‌ساله نخست) نیز سازگاری نداشت. میراث او که رسماً در سال ۱۹۶۶ اعاده حیثیت شد، همچنان یک چهره بحث‌برانگیز در ازبکستان امروزی است.
در ازبکستان امروزی سازه‌های کمی از او به‌جا مانده و اگرچه خانه پدری‌اش در بخارا در جایگاه یک سازه تاریخی نگاه‌داشته شده‌است، ولی با اشاره کمرنگ به خواجه‌اف به عنوان «خانه یک بازرگان بومی سرمایه‌دار» نام‌گذاری شده‌است.